# فريتز هيدر
فريتز هيدر (بالإنجليزية: Fritz Heider)‏ (19 فبراير 1896 - 2 يناير 1988) [1] عالم نفسي نمساوي، كان عمله مرتبطا بالمدرسة الغشتلتية. في عام 1958 نشر "علم النفس للعلاقات الشخصية"، والذي توسع في شكل نظرية التوازن ونظرية العزو.

## روابط خارجية
- فريتز هيدر على موقع الموسوعة البريطانية (الإنجليزية)